# Mocubela
Mocubela es un distrito de la provincia de Zambezia, en Mozambique, con una población censada en agosto de 2017 de 110 857 habitantes.
Se encuentra ubicado en el centro del país, entre la frontera con Malaui, al noroeste, y la costa del océano Índico, al este, y cerca del río Bons Sinais.